# Astroceramus fisheri
Astroceramus fisheri is een zeester uit de familie Goniasteridae.
De wetenschappelijke naam van de soort werd in 1909 gepubliceerd door René Koehler.